# Walter Marschke
Walter Ernst Wilhelm Marschke (* 21. Dezember 1899 in Templin; † 21. September 1956 in Hemer) war ein deutscher Verwaltungsbeamter und Landrat.

## Leben und Wirken
Marschke trat in den öffentlichen Dienst ein und stieg bis zum Regierungsoberinspektor auf. Nachdem der bisherige Landrat des Kreises Mährisch Schönberg, Gerhard Keßler, als Leutnant zur deutschen Wehrmacht eingezogen wurde, übernahm er spätestens 1943 vertretungsweise die Funktion als Landrat im Landkreis Mährisch Schönberg im Reichsgau Sudetenland.
1952 lebte er in Detmold als Regierungsoberinspektor z. W.